# Purgatory (groupe allemand)
Pour les articles homonymes, voir Purgatory.
Purgatory est un groupe de death metal allemand, originaire de Nossen. Il est formé en 1993 par des membres des groupes Musical Massacre et de Procession. En automne 1996, le groupe publie son premier album studio, intitulé Damage Done by Worms. 

## Biographie
Purgatory est formé en 1993 par des membres des groupes Musical Massacre et de Procession. Après une première démo, intitulée Live … Perversion, publiée la même année, le groupe signe avec le label Perverted Taste, et sort le single-EP Psychopathia Sexualis, suivi de Sadístic Spell l'année suivante, en 1995. En automne 1996, le groupe publie son premier album studio, intitulé Damage Done by Worms. L'année suivante, en 1997, le groupe effectue un split-EP avec Seirim, puis publie son deuxième album studio, Bestial en 1998. 
En 1999, le groupe recrute le bassiste Torsten d'Aprosopy, puis se prépare à l'enregistrement d'un nouvel album pour mai 2000. Cet album, intitulé Blessed with Flames of Hate, est publié en septembre 2000 au label Perverted Taste. Cette sortie suit de plusieurs concerts avec notamment Vader, Pentacle et Centurian. Deux conversations avec Autopsy et Terrorizer sont enregistrées concernant un split avec le groupe allemand Charon. À cause de problèmes d'organisation, le split avec le groupe Polymorph est reporté à 2003 et finalement publié au label G.U.C. (German Underground Crossection). En décembre 2002, Torsten quitte le groupe et est remplacé par Andy (Warspite) à la basse. Après dix années de coopération avec Perverted Taste, le groupe change de label pour Animate Records en mai 2004. Avec un nouveau label, le groupe commence l'enregistrement d'un quatrième album Luciferianism, en août 2004, aussi publié comme LP par Miriquidi Productions.
En avril 2005, le chanteur Sick décide de se séparer du groupe après plus de dix ans de collaboration, et est remplacé par Mirko Dreier (ex-Seirim). En janvier 2006, Purgatory se lance en tournée européenne avec Centinex et Hypnös.Un changement de formation s'effectue en février 2007 avec le départ du bassiste Andy, et son remplacement par Peter. Ils publient leur nouvel album Cultus Luciferi – The Splendour of Chaos le 30 mai 2008 au label Animate Records,.
En automne 2010, Purgatory signe avec le label War Anthem Records pour la sortie de l'album Necromantaeon en février 2011. La même année, ils effectuent finalement le split tant attendu avec Darkened Nocturn Slaughtercult. En 2013, le groupe publie Deathkvlt – Grand Ancient Arts, puis annonce la sortie d'un album spécial 20e anniversaire. En janvier 2014 sort donc le double-album 20 Years Underground.
En janvier 2016, le groupe publie une nouvelle chanson intitulée Codex Anti, issue de leur nouvel album à venir, Omega Void Tribunal.

## Discographie

### Albums studio
- 1996 : Damage Done by Worms
- 1997 : Bestial
- 2000 : Blessed with Flames of Hate
- 2004 : Luciferianism
- 2008 : Cultus Luciferi – The Splendour of Chaos
- 2011 : Necromantaeon
- 2013 : Deathkult - Grand Ancient Arts

### Splits et EP
- 2003 : split-10”-EP avec Polymorph
- 1997 : split-EP avec Seirim

### Démo
- 1993 : Live … Perversion

### Singles
- 1994 : Psychopathia Sexualis (single/7"-EP)
- 1995 : Sadístic Spell (7”-single)